# Arnaud Dudek
Arnaud Dudek (Nancy, 1979. március –) francia író.

## Életrajz
Kilenc regény és három ifjúsági könyv szerzője. Tanulmányait Nancyban végezte. A La Quinzaine littéraire című lapnak adott interjújában felidézi gyermekkorát:
| Velimir Mladenović: Hogyan emlékszik vissza a gyermekkorára?

| AD: Ötéves korom előtt nagyon kevesre. Összességében fehér, magányos gyermekkorom volt, egyetlen gyermekként, esetlenül félénk és túlságosan élénk fantáziával, egy fiú, akinek képzeletbeli barátai voltak, aki néha csukott szemmel gyakorolt járni – arra az esetre, ha hirtelen megvakulnék –, aki szerette hallgatni a nagymamáját és a barátait, ahogy a háborús élményeikről mesélnek, aki minden nap kényszerítette magát, hogy elolvasson egy oldalt a szótárból... De mindennek ellenére boldog gyermekkor volt. A szüleim nem fukarkodtak a szeretettel, főleg, hogy az ő gyerekkoruk, különböző műfajokban, nem volt könnyű.
Első regényét 2012-ben adta ki. Az irodalomkritikusok által is elismert Rester sage bekerült az első regényéért járó Goncourt-díj végső jelöltjei közé. 2022-ben Arnaud Dudek elnyerte az Erckmann-Chatrian-díjat, a Goncourt-lorraine-t, Le Coeur arrière című művéért. 2024-ben az Un Printemps en moins című művével az iskolai zaklatás témáját dolgozta fel.

## Bibliográfia
Novellák
- 2007 : Copenhague, Éditions Filaplomb ISBN 978-2-91747-000-8
- 2011 : Les vies imperméables, StoryLab Éditeur ISBN 978-2-36315-047-9

Regények
- 2012 : Rester sage, Alma Éditeur ISBN 978-2-36279-009-6
- 2013 : Les fuyants, Alma Éditeur ISBN 978-2-36279-064-5
- 2015 : Une plage au pôle Nord, Alma Éditeur ISBN 978-2-36279-135-2
- 2017 : Les vérités provisoires, Alma Éditeur ISBN 978-2-36279-207-6
- 2018 : Tant bien que mal, Alma Éditeur ISBN 978-2-36279-265-6
- 2019 : Laisser des traces, Éditions Anne Carrière ISBN 978-2-84337-949-9
- 2020 : On fait parfois des vagues, Éditions Anne Carrière ISBN 978-2-84337-994-9
- 2022 : Le cœur arrière, Les Avrils ISBN 9782383110088
- 2024 : Un printemps en moins, Les Avrils ISBN 9782383110255

Ifjúsági
- 2022 : Gustave en avril, Camille Royer illusztrációi, Actes Sud Junior(wd) ISBN 978-2330164416
- 2023 : Des chamallows au ketchup, illusztrálta: Camille Royer, Actes Sud Junior ISBN 9782330173166
- 2024 : Les vacances qui ont tout changé, illusztráció: Benoît Perroud, Actes Sud Junior ISBN 9782330191955

### Magyarul megjelent
- Légy észnél (Rester sage) – Helikon, Budapest, 2024 (Margó könyvek) · ISBN 9789636203979 · Fordította: Takács M. József, utószó Fehér Boldizsár

## Együttműködések
Arnaud Dudek számos irodalmi folyóiratban publikált, többek között a Les Refusés és a Revue Décapage című folyóiratokban. Közreműködött a következő gyűjteményes munkákban is:
- 2013: Le tour du jazz en 80 écrivains, novellák, Alter Ego Éditions[2]
- 2015: La vie des nombres, novellák, Chemin de fer Éditions[3]
- 2016: Louane, aujourd'hui l'avenir, François Alquier által írt életrajz, Éditions du moment[4]

## Díjak és jelölések
- 2012: Rester sage est sélectionné pour le prix Goncourt du premier roman.[5]
- 2012: Rester sage est sélectionné pour le prix Méditerranée des lycéens.[6]
- 2013: Les fuyants est sélectionné pour le prix des lycéens et apprentis de Bourgogne.[7]
- 2013: Les fuyants dans la sélection des romans de la rentrée FNAC.[8]
- 2019: Tant bien que mal lauréat du prix Saint-Sernin.[9]
- 2019: Génie biologique, texte écrit pour le théâtre, est coup de cœur du comité de lecture du Rond-Point.[10]
- 2022: Le Coeur arrière remporte le prix Erckmann-Chatrian.[11]

## Fordítások
- 2013: Rester sage est traduit en néerlandais : Braaf Blijven, Uitgeverij Nobelman[12]
- 2016: Une plage au pôle Nord est traduit en allemand : Strand am Nordpol, Austernbank Verlag[13]
- 2020: On fait parfois des vagues est traduit en néerlandais : Je maakt soms golven, Uitgeverij Nobelman[12]
- 2024: Rester sage est traduit en hongrois : Légy észnél, Helikon[14]

## Fordítás
- Ez a szócikk részben vagy egészben  az   Arnaud Dudek című francia Wikipédia-szócikk fordításán alapul.  Az eredeti cikk szerkesztőit annak laptörténete sorolja fel. Ez a jelzés csupán a megfogalmazás eredetét és a szerzői jogokat jelzi, nem szolgál a cikkben szereplő információk forrásmegjelöléseként.